# Rubus jansenii
Rubus jansenii es una especie de planta del género Rubus, perteneciente a la familia Rosaceae.

## Taxonomía
Rubus jansenii fue descrita por H. E. Weber en 2004.

## Distribución
Se encuentra en el territorio de Alemania.